# Goniocyclops primus
Goniocyclops primus is een eenoogkreeftjessoort uit de familie van de Cyclopidae. De wetenschappelijke naam van de soort is voor het eerst geldig gepubliceerd in 1954 door Kiefer.